# 22736 Камітакі
22736 Камітакі (22736 Kamitaki) — астероїд головного поясу, відкритий 26 вересня 1998 року.
Тіссеранів параметр щодо Юпітера — 3,560.